# Ligne Sōbu
La ligne principale Sōbu (総武本線, Sōbu-honsen) est une ligne ferroviaire du réseau JR East au Japon. Elle relie la gare de Tokyo à celle de Chōshi. C’est un axe ferroviaire important entre Tokyo et la préfecture de Chiba.

## Histoire
Le premier tronçon de la ligne a été inauguré le 20 juillet 1894 entre Ichikawa et Sakura par la compagnie Sōbu Railway (総武鉄道). La ligne est prolongée à Tokyo en décembre de la même année, puis à Chōshi en 1897.
La ligne fut nationalisée en 1907 par la société gouvernementale des chemins de fer japonais. En 1932, une branche entre Ochanomizu et Ryōgoku est ouverte, ce qui permit des services commun avec la ligne Chūō.
Depuis 1972, la ligne emprunte une nouvelle portion souterraine entre les gares de Tokyo et Kinshichō. Le quadruplement des voies jusqu'à Tsudanuma puis Chiba permit la mise en service de trains express pour Chiba, ainsi que l'aéroport de Narita (services Narita Express).

## Description
La ligne Sōbu comprend un tronçon principal de 120,5 km entre Tokyo et Chōshi, ainsi que 3 courtes branches :
- une branche de 4,3 km entre Kinshichō et Ochanomizu, utilisée par la ligne Chūō-Sōbu,
- une branche de 11,7 km entre Shin-Koiwa et Etchūjima, utilisée par le fret,
- une branche de 8,9 km entre Shin-Koiwa et Kanamachi, utilisée par le fret.

## Interconnexions
La ligne est interconnectée à Tokyo avec la ligne Yokosuka. À Chiba, certains trains continuent sur la ligne Sotobō. À Sakura, certains trains continuent sur la ligne Narita.

## Liste des gares

### Section Tokyo - Chiba

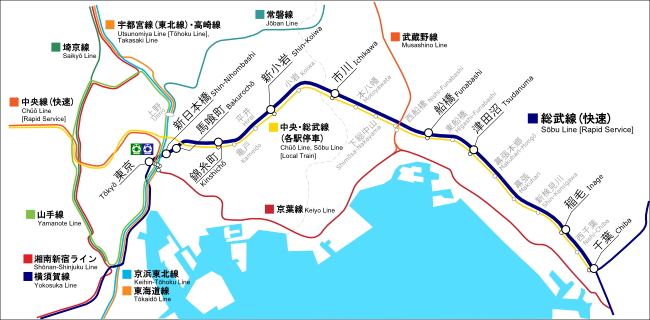
Les gares de la ligne rapide Sōbu

Cette section est aussi appelée ligne rapide Sōbu (総武快速線, Sōbu-kaisoku-sen). Entre Kinshichō et Chiba, la ligne comprend 4 voies, 2 pour les trains de la ligne rapide Sōbu, et 2 pour les trains de la ligne Chūō-Sōbu.
| Numéro  | Gare            | Nom japonais | Distance depuis Tokyo (km) | Correspondances | Localisation | Localisation        |
| ------- | --------------- | ------------ | -------------------------- | --- | ------------ | ------------------- |
| TYOJO19 | Tokyo           | 東京         | 0                          | JR Central : Tōkaidō Shinkansen JR East : Tōhoku Shinkansen, Chūō, Keihin-Tōhoku, Keiyō, Tōkaidō, Ueno-Tokyo, Yamanote, Yokusoka (interconnexion) Tokyo Metro : Marunouchi | Chiyoda      | Tokyo               |
| JO20    | Shin-Nihombashi | 新日本橋     | 1,2                        | Tokyo Metro : Ginza, Hanzōmon | Chūō         | Tokyo               |
| JO21    | Bakurochō       | 馬喰町       | 2,3                        | Toei : Asakusa, Shinjuku | Chūō         | Tokyo               |
| JO22    | Kinshichō       | 錦糸町       | 4,8                        | JR East : Chūō-Sōbu Tokyo Metro : Hanzōmon | Sumida       | Tokyo               |
| JO23    | Shin-Koiwa      | 新小岩       | 10,0                       | JR East : Chūō-Sōbu | Katsushika   | Tokyo               |
| JO24    | Ichikawa        | 市川         | 15,4                       | JR East : Chūō-Sōbu | Ichikawa     | Préfecture de Chiba |
| JO25    | Funabashi       | 船橋         | 23,2                       | JR East : Chūō-Sōbu Keisei : Keisei Tōbu : Urban Park | Funabashi    | Préfecture de Chiba |
| JO26    | Tsudanuma       | 津田沼       | 26,7                       | JR East : Chūō-Sōbu Shin-Keisei : Shin-Keisei | Narashino    | Préfecture de Chiba |
| JO27    | Inage           | 稲毛         | 35,9                       | JR East : Chūō-Sōbu | Chiba        | Préfecture de Chiba |
| JO28    | Chiba           | 千葉         | 39,2                       | JR East : Chūō-Sōbu, Sotobō (interconnexion) Keisei : Chiba (à Keisei Chiba) Monorail de Chiba : lignes 1 et 2                                                             | Chiba        | Préfecture de Chiba |

### Section Chiba - Chōshi

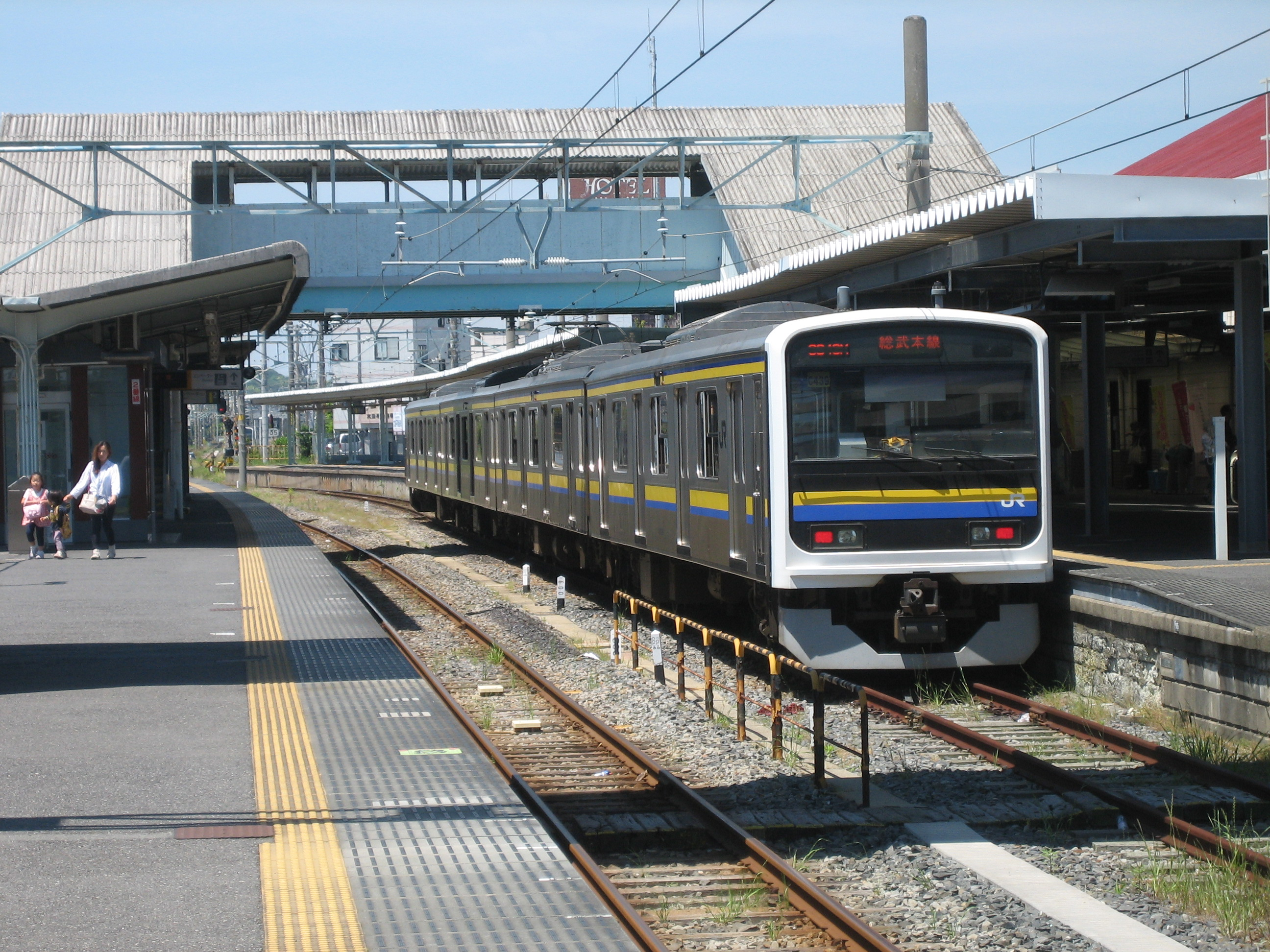
La ligne à Chōshi

| Numéro       | Gare          | Nom japonais | Distance depuis Tokyo (km)                        | Correspondances                                                                               | Localisation | Localisation        |
| ------------ | ------------- | ------------ | ------------------------------------------------- | --------------------------------------------------------------------------------------------- | ------------ | ------------------- |
| JO28         | Chiba         | 千葉         | 39,2                                              | JR East : Chūō-Sōbu, Sotobō Keisei : Chiba (à Keisei Chiba) Monorail de Chiba : lignes 1 et 2 | Chiba        | Préfecture de Chiba |
| JO29         | Higashi-Chiba | 東千葉       | 40,1                                              |                                                                                               | Chiba        | Préfecture de Chiba |
| JO30         | Tsuga         | 都賀         | 43,4                                              | Monorail de Chiba : ligne 1                                                                   | Chiba        | Préfecture de Chiba |
| JO31         | Yotsukaidō    | 四街道       | 46,9                                              |                                                                                               | Yotsukaidō   | Préfecture de Chiba |
| JO32         | Monoi         | 物井         | 51,1                                              |                                                                                               | Yotsukaidō   | Préfecture de Chiba |
| JO33         | Sakura        | 佐倉         | 55,3                                              | JR East : Narita (interconnexion)                                                             | Sakura       | Préfecture de Chiba |
|              | Minami-Shisui | 南酒々井     | 59,3                                              |                                                                                               | Shisui       | Préfecture de Chiba |
| Enokido (ja) | 榎戸          | 62,2         |                                                   | Yachimata                                                                                     |              | Préfecture de Chiba |
| Yachimata    | 八街          | 65,9         |                                                   | Yachimata                                                                                     |              | Préfecture de Chiba |
| Hyūga        | 日向          | 71,7         |                                                   | Sanmu                                                                                         |              | Préfecture de Chiba |
| Narutō       | 成東          | 76,9         | JR East : Tōgane                                  | Sanmu                                                                                         |              | Préfecture de Chiba |
| Matsuo       | 松尾          | 82,5         |                                                   | Sanmu                                                                                         |              | Préfecture de Chiba |
| Yokoshiba    | 横芝          | 86,8         |                                                   | Yokoshibahikari                                                                               |              | Préfecture de Chiba |
| Iigura       | 飯倉          | 90,6         |                                                   | Sōsa                                                                                          |              | Préfecture de Chiba |
| Yōkaichiba   | 八日市場      | 93,7         |                                                   | Sōsa                                                                                          |              | Préfecture de Chiba |
| Higata       | 干潟          | 98,8         |                                                   | Asahi                                                                                         |              | Préfecture de Chiba |
| Asahi        | 旭            | 103,6        |                                                   | Asahi                                                                                         |              | Préfecture de Chiba |
| Iioka        | 飯岡          | 106,3        |                                                   | Asahi                                                                                         |              | Préfecture de Chiba |
| Kurahashi    | 倉橋          | 109,2        |                                                   | Asahi                                                                                         |              | Préfecture de Chiba |
| Saruda       | 猿田          | 111,8        |                                                   | Chōshi                                                                                        |              | Préfecture de Chiba |
| Matsugishi   | 松岸          | 117,3        | JR East : Narita (interconnexion)                 | Chōshi                                                                                        |              | Préfecture de Chiba |
| Chōshi       | 銚子          | 120,5        | Choshi Electric Railway : Choshi Electric Railway | Chōshi                                                                                        |              | Préfecture de Chiba |

## Matériel roulant

### Trains express

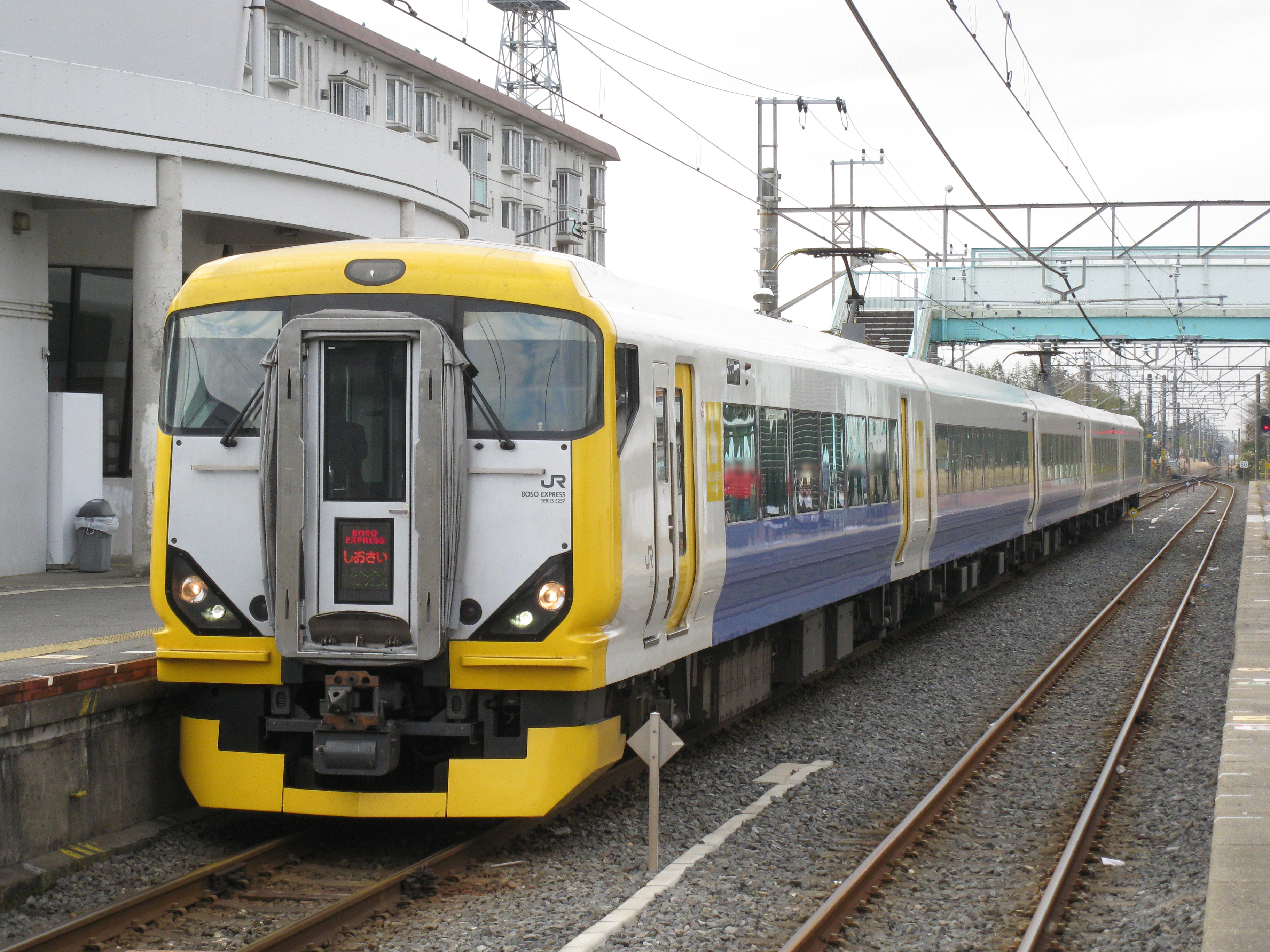
Série E257-500 (Services Shiosai)
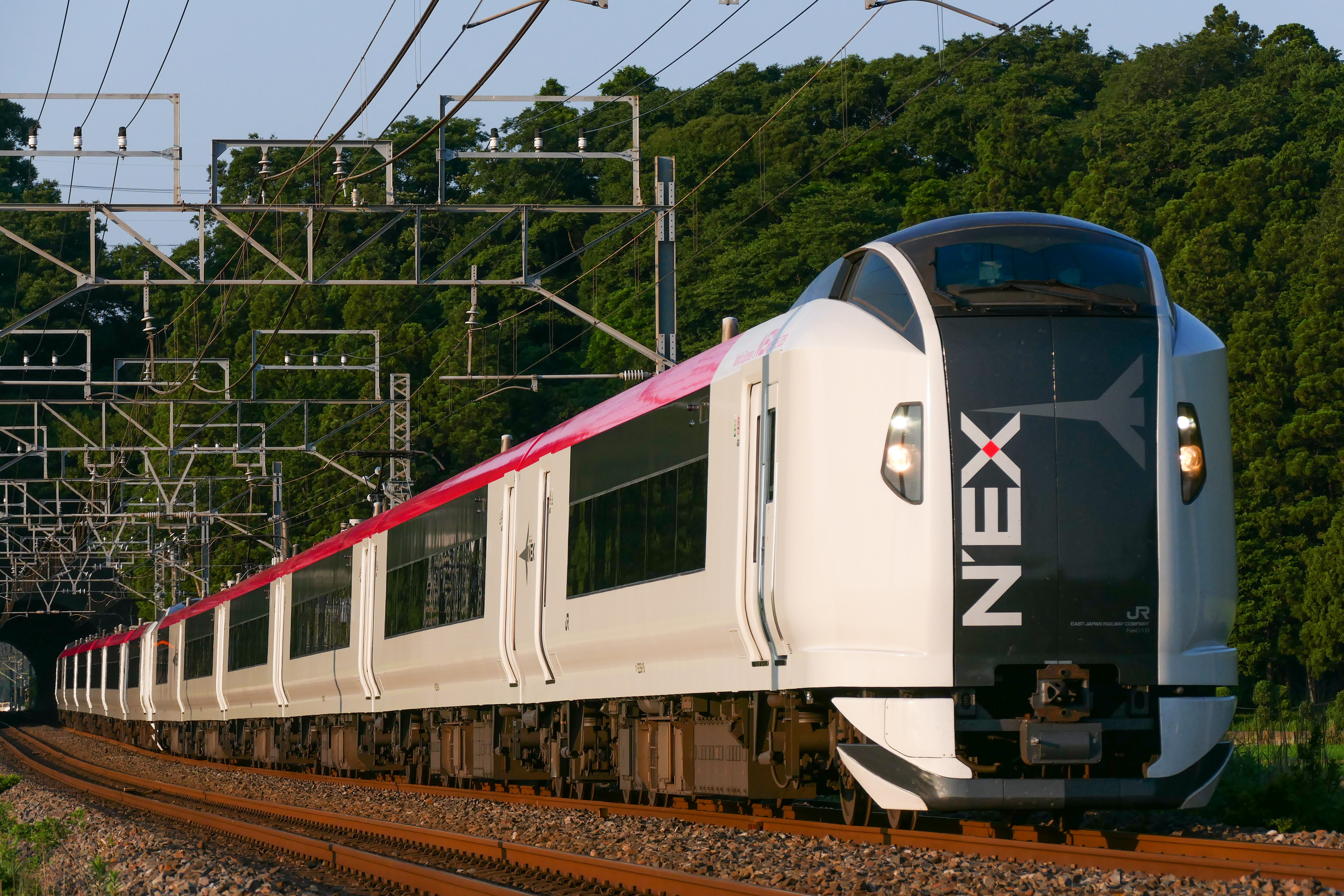
Série E259 (Services Narita Express et Shiosai)

### Trains rapides et omnibus
À partir de 2020, les nouvelles rames de la série E235-1000 ont remplacé progressivement les rames de la série E217. Les dernières rames de la série E217 ont été retirées en 2025.

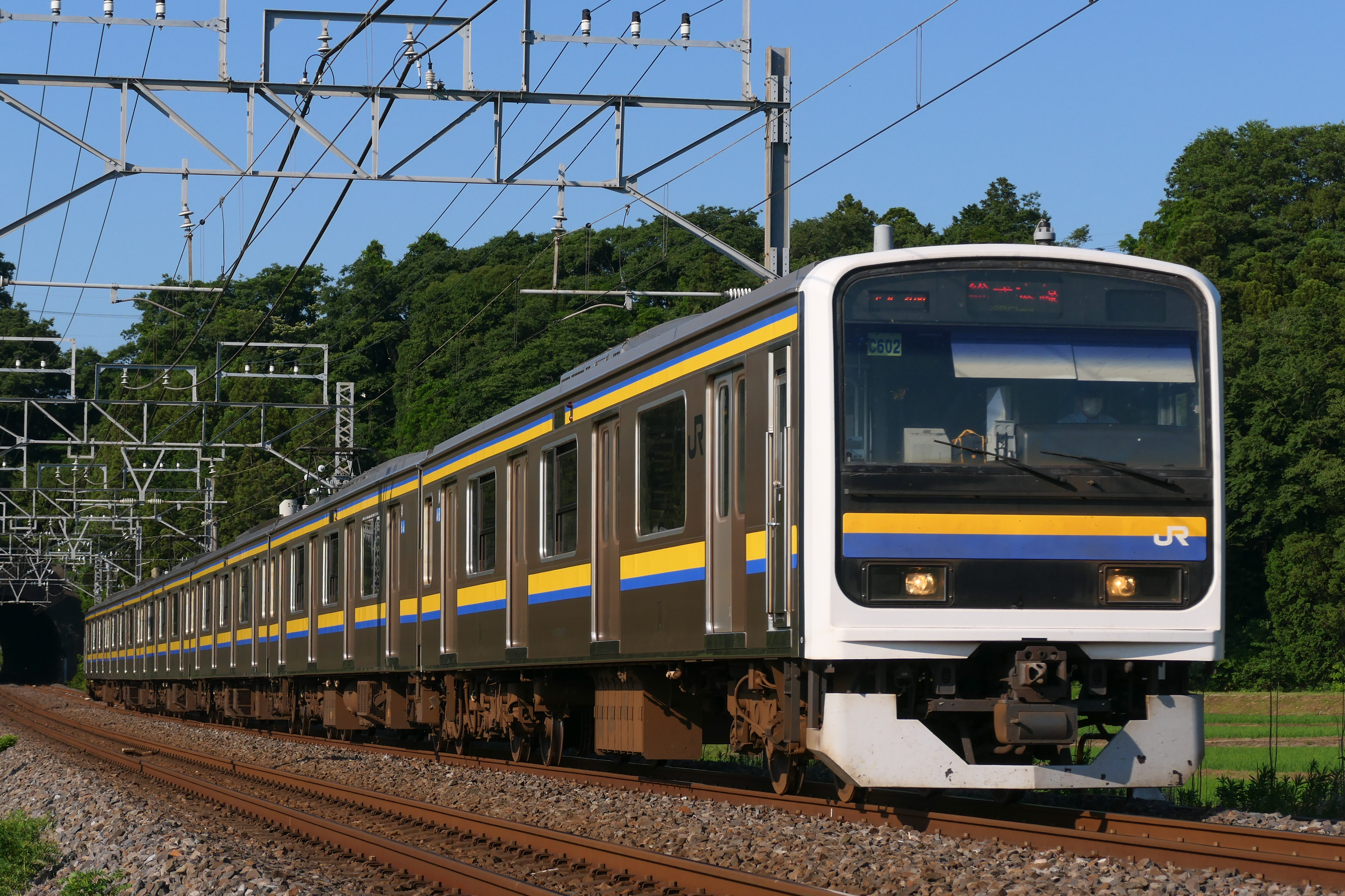
Série 209
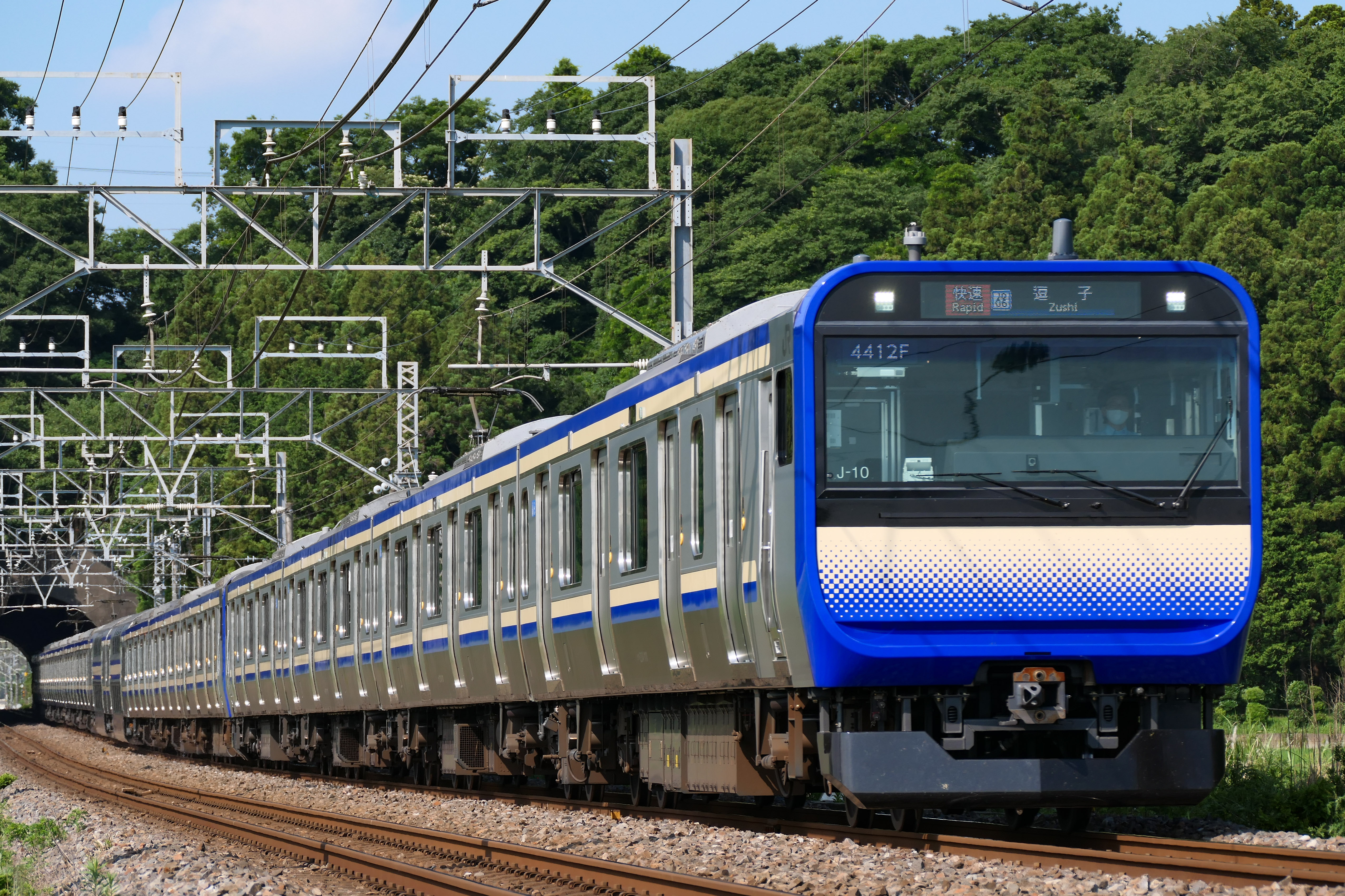
Série E235-1000